# Habitancum
Habitancum byla starověká římská pevnost (castrum), v současnosti známá též jako Risingham, v hrabství Northumberland na severu Anglie. Pevnost byla jednou z obranných staveb podél Dere Street, starověké římské silnice, která vedla z města Eboracum (York) do římské pevnosti Corbridge a dále do skotského města Melrose.
Pevnost tvořila součást řetězce základen předsunutých k severu, k Antoninově valu – k hranici Římské říše ve středním Skotsku. Když se Římané po nějaké době zase stáhli k Hadriánově valu, který se táhne necelých dvacet kilometrů od pevnosti Habitancum na jih, posádka v ní zůstala. Pevnost poté odolala několika útokům a byla opuštěna ve 4. století.

## Název
Název pochází ze slova Habitanci na oltáři, který tam nechal postavit Marcus Gavius Secundinus. Žádné zdroje, včetně Notitia Dignitatum, toto pojmenování neuvádějí. Je velmi nepravděpodobné, že by Evidensca v ravennské kosmografii bylo zkomolenou verzí tohoto názvu. Pojmenování může pocházet z římského příjmení Habitus, ale důvod, kvůli němuž by se tak měla pevnost jmenovat, není znám.

## Poloha
Pevnost se nachází 21 kilometrů severně od vesnice Corbridge (kde je římská pevnost Coria) a třináct kilometrů jižně od vesnice Rochester, v níž leží pevnost Bremenium, v pořadí další římská pevnost na silnici Dere Street. Habitancum je jihozápadním směrem od vesnice West Woodburn.

## Popis
Pevnost stojí na nízkém pahorku nad řekou Rede a nutnost střežit přechod přes vodní tok patřila k důvodům, proč byla vybudována.
Má tvar obdélníka se zaoblenými rohy, měří 140 metrů ve směru severojižním a 120 metrů ve směru od východu na západ, takže zabírá plochu 16 tisíc metrů čtverečních. Je obklopena příkopy, na jihu a západě stále viditelnými.
Hradby byly z kvádrového zdiva, a to z pískovce; doplňoval je hliněný val široký až deset metrů. Starověká hradba v současné době stále ční do výšky 1,2 metru nad terénem.
Pevnost měla brány na jižní a západní straně. Na ostatních stranách pravděpodobně byly také, ale žádné stopy po nich se nenašly, i proto, že během staletí řeka Rede měnila řečiště. Jisté je, že odnesla část severního opevnění včetně severozápadní věže.

## Výstavba
Pravděpodobně proběhla ve třech fázích. Pevnost z doby Antonina Pia, z roku 139, pravděpodobně vybudovali kvůli druhé invazi do Skotska, ale později, v roce 197, při stahování velkého počtu vojska na jih, byla zbořena.
Pevnost z doby Septimia Severa, postavená přibližně v letech 205 až 208, stála na stejném místě, ale byla orientována jiným směrem. Tehdy zřejmě šlo o výstavbu v rámci velkého zdokonalování valu v prvních letech 3. století. Tato pevnost měla hlavní bránu na jihu, což je výjimečné; byl tam i jeden portál a dvě sedmiboké věže. Severní brána se možná nepoužívala a existence té východní není jistá.
Pokud jde o třetí fázi, pevnost byla zrekonstruována už v 1. polovině 3. století a ne ve 4. století, jak se dříve předpokládalo. Z neznámého důvodu byla orientována na západ. Měla značné množství budov, například 18 kasárenských bloků.

## Posádka

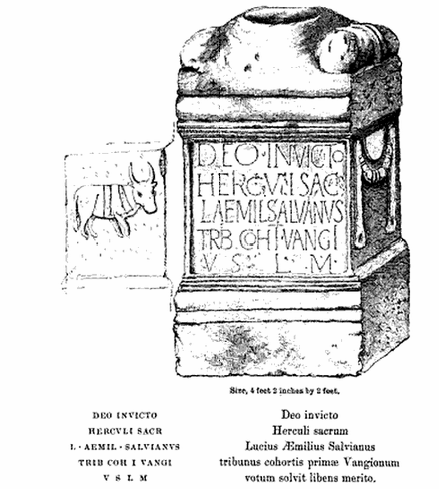
Oltář Lucia Aemilia Salviana, tribuna první kohorty Vangionů

Která kohorta tvořila posádku v 2. století, není přesně známo, ale mohla to být IV. kohorta Gallorum equitata.
Později, ve 3. století, pevnost stavěla první kohorta Vangionů, o síle jeden tisíc mužů. Kromě nich tam byla jednotka zvědů Numerus Exploratorum a detašovaný oddíl kopiníků Raeti Gaesati.

## Lokalita v současné době
Jediné viditelné kamenné pozůstatky leží v severovýchodním rohu dávné pevnosti, ale obrysy mnoha budov lze snadno rozeznat pod trávou uvnitř pevnosti právě tak jako příkopy na všech stranách. Projevuje se zde ovšem fakt, že lokalita byla obydlena také ve středověku.
Částečné vykopávky v 40. letech 19. století ukázaly polohu lázní, umístěných v jihovýchodním rohu pevnosti, a budovu velitelství v jejím středu. Objevena byla také keramika z 1. poloviny 2. století a pod západní hradbou důkazy o požáru.
Pevnost je význačným příkladem posádkové pevnosti v pohraniční zóně, v níž se nacházela po většinu doby za římské okupace, a kvůli své úloze při taženích do Skotska.